# The Birds (banda)
The Birds fue una banda de R&B y rock formada en 1964 en la ciudad de Londres. En su carrera grabaron cerca de una docena de canciones y publicaron cuatro sencillos. El miembro más reconocido de esta banda, el guitarrista Ronnie Wood, conformó agrupaciones más populares como The Jeff Beck Group, The Creation, Faces y The Rolling Stones.

## Miembros
- Ali McKenzie - voz, armónica
- Tony Munroe - guitarra, voz
- Ronnie Wood - guitarra, voz
- Kim Gardner - bajo, voz
- Bob Langham - batería
- Pete McDaniels - batería

## Discografía

### Sencillos
- "You're on My Mind" (Ronnie Wood) / "You Don't Love Me (You Don't Care)" (Ellas McDaniel) (noviembre de 1964)
- "Leaving Here" (Holland–Dozier–Holland) b/w "Next in Line" (Ronnie Wood) (abril de 1965)
- "No Good Without You Baby" (William "Mickey" Stevenson) / "How Can It Be?" (Ronnie Wood) (octubre de 1965)
- "Say Those Magic Words" (Bob Feldman, Doc Pomus, Jerry Goldstein, Mort Shuman, Richard Gottehrer) b/w "Daddy Daddy" (Ronnie Wood/Tony Munroe) (septiembre de 1966)
- "That's All That I Need You For" (Ronnie Wood, Tony Monroe, Ali MacKenzie) / "If I Were a Carpenter" (Tim Hardin) (febrero de 2011)[3]

### Otras canciones grabadas
- "Good Times" / "La Poupée Qui Fait Non" (Michel Polnareff)
- "Granny Rides Again"
- "Run Run Run" (Pete Townshend)
- "That's All I Need You For" (Ronnie Wood/Tony Munroe)
- "You Shouldn't Do That" (Ronnie Wood)
- "What Hit Me" (Ronnie Wood/Tony Munroe)
- "N.S.U." (Jack Bruce)

### Compilados
- The Collector's Guide to Rare British Birds (junio de 2005)